# Abd al-Aziz ar-Rantissi
Abd al-Aziz ar-Rantissi, född 23 oktober 1947 i byn Yubna, Palestina, död 17 april 2004, var en av Hamas grundare och ledare samt utbildad läkare. Han var fram till sin död gift med Jamila ash-Shanti, som valdes in i det palestinska parlamentet 2006.
Redan 2003 utsattes Rantissi för ett mordförsök av en israelisk helikopter som besköt hans bil. Han klarade sig undan med lindriga skador. Två civila dödades och drygt 30 skadades i attentatet. 
I januari 2004 föreslog han en tioårig vapenvila med Israel i utbyte mot bildandet av en palestinsk stat. Tre månader senare dödades han tillsammans med sin 27-årige son Mohammed och en livvakt när sju israeliska robotar avfyrades mot hans bil.